# Mr. Turner
Mr. Turner er en biografisk dramafilm fra 2014, instrueret af Mike Leigh, der omhandler de sidste femogtyve år af J.M.W. Turners liv og karriere.
Timothy Spall modtog prisen for bedste mandlige skuespiller ved filmfestivalen i Cannes i 2014, for rollen som Turner.

## Medvirkende
- Timothy Spall som J.M.W. Turner
- Dorothy Atkinson som Hannah Danby
- Marion Bailey som Sophia Booth
- Paul Jesson som William Turner
- Lesley Manville som Mary Somerville
- Martin Savage som Benjamin Haydon
- Ruth Sheen som Sarah Danby
- Sandy Foster som Evalina Dupois
- Amy Dawson som Georgiana Thompson
- Joshua McGuire som John Ruskin
- Fenella Woolgar som Elizabeth Eastlake
- James Fleet som John Constable
- Karina Fernandez som Miss Coggins
- Karl Johnson som Søkaptajn Booth
- Kate O'Flynn som Eliza
- Elizabeth Berrington og Eileen Davies som kunstkritikere
- Tom Wlaschiha som Prins Albert
- Sinead Matthews som Dronning Victoria
- Richard Bremmer som George Jones
- David Horovitch som Dr Price
- Peter Wight som Joseph Gillott
- Jamie Thomas King som David Roberts
- Roger Ashton-Griffiths som Henry William Pickersgill
- Simon Chandler som Augustus Wall Callcott
- Mark Stanley som Clarkson Frederick Stanfield
- Leo Bill som J.E. Mayall
- Clive Francis som Martin Archer Shee
- Edward de Souza som Thomas Stothard